# Spie Batignolles
 (février 2016).
Si vous disposez d'ouvrages ou d'articles de référence ou si vous connaissez des sites web de qualité traitant du thème abordé ici, merci de compléter l'article en donnant les références utiles à sa vérifiabilité et en les liant à la section « Notes et références ».
 (février 2016).
Pour les articles homonymes, voir Spie (homonymie) et Batignolles.
Spie Batignolles est un groupe français de construction et de BTP issu de la fusion entre la Société de construction des Batignolles et la Société parisienne pour l'industrie électrique (SPIE) en 1968. En 2003, alors que Spie Batignolles est devenue la filiale Construction du groupe SPIE, les cadres rachètent leur entreprise et Spie Batignolles devient alors une entreprise indépendante.
Quatrième groupe français du secteur de la construction en 2003, il est spécialisé dans les travaux publics, le génie civil et les fondations, l'énergie et l'aménagement, ainsi que l'immobilier et les concessions.

## Histoire
En 1846, Ernest Goüin crée la société en commandite par actions Ernest Goüin et Cie, qu'il transforme en la société anonyme Société de construction des Batignolles (SCB) en 1871.
En 1900, le baron Empain créé la Société parisienne pour l'industrie électrique (SPIE).
La Société parisienne pour l'industrie électrique (SPIE) et la Société de construction des Batignolles (SCB) fusionnent pour former Spie Batignolles en 1968.
Spie Batignolles absorbe la Compagnie industrielle de travaux (CITRA) en 1972, puis acquiert la société CAPAG en 1977 et la société TRINDEL (spécialisé dans l'installation électrique) en 1982.
En 1998, l'entreprise subit un RES de 5 ans (rachat de l'entreprise par les salariés), ainsi Spie Batignolles prend le nom de Spie S.A..
Elle absorbe la société Pétavit en 1999.
En 2001, le groupe lance de la démarche "Zéro Accident" ; Spie Batignolles est le premier constructeur à se fixer cet objectif ; ainsi que Concertance, une méthode inédite de conduite de projets en partenariat, la première marque de Spie Batignolles.
L'année suivante, l'Académie Spie Batignolles est créée[réf. nécessaire].
En 2003, Spie Batignolles, filiale « construction » du groupe SPIE, est cédée à ses cadres dirigeants. En même temps Spie SA devient AMEC SPIE. La même année, lancement de Présance, le réseau de proximité de Spie Batignolles pour l'entretien, la maintenance et la valorisation des sites et bâtiments. En 2004, 60 % des salariés de Spie Batignolles souscrivent au Plan d'épargne groupe (PEG) à hauteur de 4,5 % du capital et le 22 juin, Financière Spie Batignolles rachète les parts encore détenues par AMEC SPIE. 
En 2005, acquisition d'Eurelec, devenue Spie Batignolles énergie en 2010 (électricité, maintenance multitechnique, génie climatique), puis, l'année suivante, de Valérian (terrassement).
En 2006, lancement de la Fondation Spie batignolles et première notation extra-financière A+.
En juin 2007, une nouvelle souscription dans le Plan d'épargne Groupe permet aux salariés d'être actionnaires du groupe à hauteur de 7,5 %, et au mois d'octobre, les 200 dirigeants et cadres actionnaires de Spie batignolles détiennent 80 % de Financière Spie Batignolles.
En 2007, acquisition du groupe SPR (peinture, aménagement, façade, verre et métal).
En 2008, lancement de Performance, la marque qui établit un nouveau standard sur le plan de la qualité de réalisation.
En 2009, acquisition de l'Entreprise Malet (travaux routiers).
En 2009, 2e notation extra-financière AAA+, une note record dans le secteur de la construction[réf. nécessaire].
Rachat des parts de Pétavit par 4 cadres en 2013. Une holding d'acquisition est créée sous le nom de Socavit, réunissant les entreprises Socafl et Pétavit.
En 2018, le consortium Vinci / Spie Batignolles remporte un contrat de 400 millions d'euros hors taxe pour la réalisation d'une partie du tunnel de la ligne 14 du métro parisien vers l'aéroport d'Orly.

## Actionnariat
- Cadres dirigeants (70,76 %)
- Ardian France (12,27 %)
- LPI- Management & Ardian France (9 %)
- Salvepar (7,97 %)

## Filiales
- Spie Batignolles Nord
- Spie Batignolles Grand Ouest & Sud-Ouest
- Spie Batignolles Sud-Est
- Spie Batignolles Est
- Spie Batignolles Île-de-France (ex-SCGPM)
- Spie Batignolles GC
- Spie Batignolles Fondations
- Entreprise Malet - (depuis 2009)
- ETPO
- Spie Batignolles Valérian à Sorgues (depuis 2006)
- SPR - (depuis 2008)
- Spie Batignolles énergie
- Spie Batignolles concessions
- Spie Batignolles immobilier
- Spie Batignolles Europe
- Spie Batignolles Outarex (Depuis 2008)
- Spie Batignolles entreprise Boyer
- Spie Batignolles le foll TP
- Spie Batignolles Technologies

## Quelques réalisations
- La Rose de Cherbourg - Campuséa
- Liaison ferroviaire transalpine Lyon - Turin
- Gare de la Défense
- EDF Saclay, 2017
- Guggenheim Abou Dabi (Émirats arabes unis), 2017
- Raffinerie Biotfuel Loon-plage (2015-2016)
- Euravenir, 2013
- Tour Carpe Diem, La Défense (2013)
- Tunnel de La Bussière
- Réhabilitation de la Maison de Radio France, Paris, 2014
- Parc des expositions de Châlons, 2012
- Restructuration de la gare Saint-Lazare, Paris, 2012
- Tour Horizons, Boulogne-Billancourt, 2011
- Rénovation du Tunnel de la Croix-Rousse, 2011
- Viaduc de la Savoureuse, 2011
- Tunnel de Chavanne, 2011
- Tunnel de Viaduc de Ventabren, 2010
- A88, 2010
- Centrale thermique de Montereau, 2010
- Viaduc de Bocognano, 2009
- Ligne Grande vitesse Est, 2009
- Centre commercial Les Champs, Saint-Brieuc, 2009
- Descenderie de La Praz, 2009
- Pont ferroviaire de Bordeaux, 2008
- Tunnel du Cap-la-Houssaye, 2007
- Viaduc de Fournens, 2005
- Lesotho Highlands Water Project, 2002
- Tunnel routier El Azhar (Égypte), 2001
- Viaduc de Pont-Salomon, 2000
- Viaduc de la Colagne
- Soufflerie de Saint-Cyr
- Siège BNP Paribas Immobilier, Issy-les-Moulineaux
- Laboratoires Pierre Fabre
- Viaduc de Verrières
- Métro de Toulouse, ligne B
- Usine PSA de Sept-Fons
- BNP Paribas de la rue Sainte-Cécile, Paris
- Aéroport de Bordeaux - Mérignac
- Siège de Rolex, Genève
- Ligne Grande Vitesse Méditerranée
- Métro de Lisbonne
- Métro de Lille
- Cathédrale d'Évry
- Ligne E du RER d'Île-de-France
- Guggenheim Abou Dabi
- Ligne Grande Vitesse Rhône-Alpes
- Viaduc de la Côtière (ferroviaire)
- Viaduc de Gennevilliers
- Tunnel de Saverne
- Raffinerie de Port Harcourt
- La Géode, Parc de la Villette
- Métro du Caire (Égypte)
- Centrale électrique de Candiota (Brésil)
- Barrage de Mangrove Creek (Australie)
- Viaduc des Vignasses
- Viaduc de la Rauze
- Terminal 2F de l'Aéroport Paris-Charles-de-Gaulle, 1999
- Métro Meteor, 1998
- Viaduc de Ventabren, 1998
- Viaduc routier du Viaur, 1998
- Viaduc d'Olifants (Afrique du Sud)
- Podvugleš Tunnel (en) (Croatie)
- Veliki Gložac Tunnel (en) (Croatie)
- Javorova Kosa Tunnel (en) (Croatie)
- Hex River Tunnels (en) (Afrique du Sud)
- Barrage d'Aït Chouarit (Maroc)
- Pont de Normandie, 1995
- Pegasus Bridge, 1994
- Tunnel sous la Manche, 1994
- Barrage de Turkwel (Kenya), 1993
- Centrale nucléaire de la baie de Daya (Chine), 1993
- Senqu River Bridge (Lesotho), 1991
- Pont de Bellevue
- Viaduc de Charix, 1988
- Transgabonais, 1987
- Viaduc du Tacon, 1986
- Tunnel de Sceaux, 1986
- Pont de Bas-Kouilou (Congo), 1985
- Centrale de Koeberg (Afrique du Sud), 1984
- Pont Michel Debré, 1981
- Aéroport international de Bagdad (Irak), 1979

## Organisation
Le 18 septembre 2012, le groupe change son organisation de gouvernance. Le conseil d'administration est remplacé par un conseil de surveillance, qui délègue la direction du groupe au directoire.
Le Conseil de surveillance, présidé par François-Xavier Clédat, a nommé, mercredi 16 mars 2016, Jean-Charles Robin président du Directoire du groupe.

### Gouvernance
Le conseil de surveillance est présidé par François-Xavier Clédat.
Le directoire est composé de[Quand ?] :
- Jean-Charles Robin (d) , président du directoire
- Patrick Zulian, membre du Directoire, directeur général construction Ile-de-France et Energie
- Stéphane Monceaux, membre du directoire, directeur général génie civil

Le Comité exécutif de Spie Batignolles est remplacé par un comité de direction générale composé, en outre des membres du directoire[Quand ?] :
- Olivier Ribereau-Gayon, directeur général construction régions France
- Thierry Le Friant, directeur général Malet
- Christophe Paris, directeur général Valérian
- Nicolas Flamant, directeur Ressources humaines et du développement durable
- François Maillard, directeur du développement
- André Leyder, directeur administratif et financier

Le comité de management du groupe, se compose, en plus des membres du CDG de :
- Franck Ailloud, président Spie batignolles immobilier
- Jean-Charles Andréoli, directeur général Spie fondations
- Benoît Moncade, directeur général Spie batignolles génie civil
- Émile Chébib, directeur général SPR
- Philippe Donguy, directeur général Spie batignolles Sud-Est
- Pascal Chapouil, directeur général Spie batignolles énergie
- Philippe Bamas, directeur général Spie batignolles nord
- Benoît Thiéblin, directeur général Spie batignolles concessions
- Eric Blanc, directeur général Outarex
- Jacques Messicat, directeur général adjoint Spie SCGPM

### Liste des présidents
- René Berthon : 1968-1982
- Georges de Buffévent : 1982-1992
- Claude Coppin : 1992-1995
- André Chadeau : 1995-1997
- François-Xavier Clédat : 1997-

## Mécénat
- Couvent Sainte-Marie de La Tourette